# The Bridge (seizoen 2)
Dit artikel vat het tweede seizoen van The Bridge samen. Dit seizoen liep van 22 september 2013 tot 24 november 2013 en bevatte tien afleveringen. 

## Rolverdeling

### Hoofdrollen
- Sofia Helin - Saga Norén (rechercheur in Malmö)
- Kim Bodnia - Martin Rohde (rechercheur in Kopenhagen)
- Dag Malmberg - Hans Petterson (commissaris in Malmö)
- Sarah Boberg - als Lillian (commissaris in Kopenhagen)

### Terugkerende rollen
- Puk Scharbau - Mette Rohde (vrouw van politie-inspecteur Martin Rohde)
- Rafael Pettersson - John Lundqvist (medewerker politieteam)
- Lars Simonsen - Jens (de brugmoordenaar)
- Lotte Munk - Caroline Brandstrup
- Lotte Andersen - Bodil Brandstrup
- Julia Ragnarsson - Laura Mössberg
- Johan Hedenberg - Axel Mössberg
- Klas Karterud - paramedicus
- Henrik Lundström - Rasmus
- Vickie Bak Laursen - Pernille
- Daniel Adolfsson - Jacob
- Elliot Metzdorff - Nikolaj
- Özlem Saglanmak - Dharma
- Tova Magnusson - Viktoria Nordengren

## Seizoen 2 (2013)
| Aflevering | Schrijver       | Regie             | Uitzenddatum /    | Uitzenddatum     | Selectie gastrollen |
| --- | --------------- | ----------------- | ----------------- | ---------------- | --- |
| 1. | Hans Rosenfeldt | Charlotte Sieling | 22 september 2013 | 18 augustus 2014 | Alexander Öhrstrand - Niklas Nilsson Andreas Ahlm - Linus Nilsson Simon Åhlander - Albin Danica Curcic - Beate Frelle                                  |
| Als een tanker tegen de Sontbrug botst gaat de kustwacht poolshoogte nemen. Daar aangekomen zien zij dat het schip verlaten is. In het ruim van het schip vinden zij echter vijf mensen aan die gedrogeerd en geboeid vastgeketend zitten, drie Zweedse en twee Deense jongeren. Rechercheur Saga Norén krijgt deze zaak toegewezen en aangezien er Deense burgers bij betrokken zijn, roept zij de hulp in van haar oude collega rechercheur Martin Rohde uit Kopenhagen. Zij hebben elkaar niet meer gezien of gesproken na hun laatste samenwerking van dertien maanden geleden. Rechercheur Rohde worstelt nog steeds met de rouwperiode na de dood van zijn zoon. Hij is echter wel blij om weer samen te werken met rechercheur Norén, dit omdat zij eerlijk tegen hem is en zegt waar het op staat. De jongeren herstellen in het ziekenhuis, maar als er twee jongeren sterven, staan de dokters voor een raadsel wat er met hen aan de hand is. Ondertussen worstelt rechercheur Rohde nog steeds met zijn gevoelens van het verlies van zijn zoon, hij woont ook apart van zijn vrouw en ziet elke week een psychiater. Dan beslist hij om te stoppen met zijn bezoek aan de psychiater, en wil een persoonlijke confrontatie aangaan met de moordenaar die in de gevangenis zit. Dan ontdekken de dokters dat de jongeren besmet zijn met de uiterst besmettelijke longpest. Hierop wordt iedereen die met hen in aanmerking zijn gekomen in quarantaine geplaatst, dit houdt in dat rechercheur Norén en rechercheur Rohde ook in quarantaine worden geplaatst. Zij vermoeden dat iemand opzettelijk een epidemie wil veroorzaken met de longpest. Rechercheur Norén heeft in het laatste jaar een man ontmoet, Jakob Sandberg, waar zij het goed mee kan vinden. Zij woont nu met hem een week samen en heeft moeite met het samenwonen omdat zij dit nog nooit gedaan heeft. Laura Mössberg is een tiener die druk is met school, zeilen en vrienden. Tijdens de aanvaring van het schip met de brug is zij aan het trainen met zeilen, dit wordt gefilmd door haar vader Axel. Later blijkt dat hij ook een klein bootje heeft gefilmd waarmee de bemanning van het schip is ontsnapt. Linus Nilsson is een tiener die op school erg onzeker is over zijn voorkomen en wordt daarom ook flink gepest door zijn zogenaamde vrienden. Om niet zo zwak over te komen, besluit hij zichzelf in brand te steken terwijl zijn vrienden dit filmen voor YouTube. Dit loopt anders dan gepland en daardoor krijgt Linus zware brandwonden aan zijn benen en wordt hij opgenomen in het ziekenhuis. Daar krijgt hij bezoek van zijn broer Niklas, hij heeft alleen zijn broer als familie omdat hun ouders overleden zijn. Later wordt bekend dat Niklas in een lab werkt waar aan dierproeven wordt gedaan. |                 |                   |                   |                  | |
| 2. | Hans Rosenfeldt | Henrik Georgsson  | 29 september 2013 | 19 augustus 2014 | Alexander Öhrstrand - Niklas Nilsson Andreas Ahlm - Linus Nilsson Simon Åhlander - Albin Stephanie Leon - Mathilde Madsen Danica Curcic - Beate Frelle |
| Nadat rechercheur Norén en Rohde op longpest worden getest blijkt dat zij niet besmet zijn en worden weer ontslagen uit quarantaine en zetten hun onderzoek voort. Op YouTube verschijnt een filmpje waarop vier mensen met een dierenmasker kenbaar maken dat zij verantwoordelijk zijn voor de aanslag op het schip, later sterven er meer mensen door vergiftigd voedsel. De rechercheurs beseffen dat dit nog maar het begin is van meerdere aanslagen. Dan ontdekken zij door een anonieme tip de verblijfplaats van de actiegroep en doen daar een inval, zij vinden alleen actiemateriaal maar verder niemand van de groep. Linus Nilsson ziet ook het filmpje op YouTube en herkent dan zijn broer Niklas als een van de gemaskerde mensen, hij is nu boos op hem dat hij een moordenaar is en is bang dat zijn broer opgepakt wordt en dat hij dan alleen achterblijft. Niklas is lid van een extreem eco-terrorismegroep die achter de laatste aanslagen zit, hij beseft dat deze groep ver wil gaan met het uitdragen van hun ideologie en begint te twijfelen over zijn deelname. Dan kaapt de groep een tankauto met brandstof en willen deze gebruiken om een aanslag te plegen. Laura Mössberg baalt dat zij in haar klas niet de hoogste score heeft behaald in een toets, zij beklaagt zich bij haar vriendin waar zij een seksuele relatie mee heeft en tevens haar lerares is. Als zij later bij haar in bed ligt heeft zij met haar over de toets en laat haar blijken dat zij niet blij is met haar score, zij maakt duidelijk dat als zij de relatie openbaar maakt haar vriendin de lerares hier de gevolgen van zal merken. |                 |                   |                   |                  | |
| 3. | Hans Rosenfeldt | Henrik Georgsson  | 6 oktober 2013    | 20 augustus 2014 | Alexander Öhrstrand - Niklas Nilsson Andreas Ahlm - Linus Nilsson Simon Åhlander - Albin                                                               |
| De eco-terrorismegroep plaatst de gekaapte tankwagen met brandstof op een grote parkeerplaats met auto's waar zij hem met een bom tot ontploffing brengen, dit met een aantal doden tot gevolg. Ondertussen weet de rechercheurs twee van de vier leden van de groep te identificeren en zit hen op de hielen, echter dit zorgt ervoor dat zij op hun hoede zijn en onzichtbaar te werk gaan. De lerares van Laura Mössberg wordt betrapt op het feit dat zij een seksuele relatie heeft met haar, dit zorgt ervoor dat zij ontslag krijgt op staande voet. Als Laura hier de schuld van krijgt van de lerares gaat zij meteen verhaal halen bij haar vader, die Laura verantwoordelijk houdt voor het inlichten van het schoolbestuur. Zij is zo boos dat zij van huis wegloopt en haar heil zoekt op een IT-bedrijf waar zij een bijbaantje heeft en solliciteert daar naar een fulltime baan als receptioniste, haar baas Julian Madsen geeft haar deze baan. Laura weet echter niet dat haar baas een relatie heeft met een leidster van de eco-terrorismegroep en dat hij hierin ook actief deelneemt, de leidster blijkt een zus van hem te zijn. Ondertussen maken rechercheurs Norén en Rohde nog steeds jacht op de leden van de eco-terrorismegroep. Als zij via de mobiele telefoon van Niklas Nilsson hun locatie ontdekken rukken zij met veel manschappen uit om hen te overmeesteren. Daar aangekomen vinden zij de vier leden van de actiegroep, zij aan zij liggend in een container maar weten nog niet of zij dood of levend zijn. |                 |                   |                   |                  | |
| 4. | Hans Rosenfeldt | Henrik Georgsson  | 13 oktober 2013   | 21 augustus 2014 | Alexander Öhrstrand - Niklas Nilsson Andreas Ahlm - Linus Nilsson Ronja Svedmark - Katarina Lövgren                                                    |
| De rechercheurs Norén en Rohde arriveren in de container waar de lichamen liggen van de vier ecoterrorismeactivisten, zij blijken alle vier dood te zijn. De lijkschouwer vertelt hen dat zij overleden zijn aan een inname van cyanide en dat het waarschijnlijk zelfmoord was, later concludeert hij dat de vier cyanide ingeademd hebben en dat het moord is. De rechercheurs ontdekken dat de vier de container ingelokt zijn en dat er toen cyanide in de container is ingespoten. Dit houdt in dat er nog iemand bij de groep betrokken is en zij willen graag deze persoon vinden. Dan ontdekken zij dat Julian Madsen, de baas van het IT-bedrijf, de broer is van een van de slachtoffers en dat hij ook een rol speelde in de actegroep. Als zij hem willen spreken blijkt hij nergens te vinden zijn, Madsen is op de vlucht met hulp van Laura Mössberg. Madsen heeft een afspraak met een vreemde die hoger op de ladder staat van de actiegroep en Madsen vraagt Laura mee naar de afspraak om te filmen. Madsen neemt ook een pistool mee om zo wraak te kunnen nemen voor de moord op zijn zus. Aangekomen op de plek van afspraak zondert Laura zich af om te filmen en ziet dan ineens Madsen op de grond liggen met een vreemde man die over hem heen buigt. Laura voelt dat zij niet veilig is en besluit te vluchten, tijdens haar vlucht laat zij de camera vallen. Eenmaal in haar auto merkt zij dat zij de sleutels niet heeft en staat dan ineens oog in oog met de vreemde man die haar neerschiet. De rechercheurs arriveren ook op de plek en vinden Laura in haar auto, zij ontdekken dat zij nog leeft en roepen een ambulance op. Tijdens hun onderzoek op de plek vinden zij de camera en hopen dat zij de beelden nog kunnen redden. Als de rechercheurs de computer nakijken van Madsen beseffen zij dat Madsen slechts een tussenpersoon was tussen de actievoerders en een leider, en dat er waarschijnlijk meer actiegroepen actief zijn. Rechercheur Rohde worstelt nog steeds met zijn emoties na het verlies van zijn zoon, hij besluit als therapie de moordenaar van zijn zoon op te zoeken in de gevangenis. Hoewel hij nog steeds woedend is op de moordenaar en oude vriend beseft hij dat hij dit moet ondergaan om het af te kunnen sluiten. Rechercheur Norén woont nu samen met Jakob, hoewel dat zij beseft dat het geven en nemen is in een relatie heeft zij toch erg veel moeite met dit feit. De succesvolle zakenvrouw Caroline Brandstrup heeft meer succes in haar werk dan in haar huwelijk, op haar verjaardag krijgt zij van haar zus een telefoonnummer van een gigolo om haar seksleven op te krikken. Zij belt naar de gigolo voor een afspraak, eenmaal samen besluit dat ze dit niet door kan zetten en vertelt de gigolo te gaan. Later als haar man thuis komt merkt hij dat er iets gebeurd is en wantrouwt zijn vrouw als zij hem verzekerd dat er niets aan de hand is. |                 |                   |                   |                  | |
| 5. | Hans Rosenfeldt | Kathrine Windfeld | 20 oktober 2013   | 22 augustus 2014 | Morten Lützhøft - Alexander Julin Danica Curcic - Beate Frelle                                                                                         |
| Julian Madsen is neergeschoten door een verdovingspijl en is meegenomen door zijn aanvaller, later wordt hij wakker in een afgesloten kamer en merkt dat hij vastgebonden op een tafel ligt met een infuus in zijn arm. Hij wordt in de gaten gehouden vanachter een raam, als de man die hem bekijkt merkt dat hij wakker wordt dient hij vanaf zijn plek aan Madsen een middel toe via het infuus en zet een timer aan. Na een tijd begint het middel te werken wat het overlijden veroorzaakt van Madsen, de man achter de raam noteert de tijd dat hij overleden is. Laura Mössberg is opgenomen in het ziekenhuis nadat zij neergeschoten is, zij is herstellende maar weet zich niets te herinneren van het neerschieten. Rechercheur Norén en Rohde nemen haar mee naar de plek waar zij werd neergeschoten, dit in de hoop dat zij zich iets gaat herinneren. Terwijl zij uit het ziekenhuis is zoekt Beate Frelle, haar ex-geliefde en lerares, haar op om te kijken hoe het met haar gaat. Zij wacht op Laura in haar kamer en wil plaats nemen op haar bed, terwijl zij gaat zitten voelt zij een prik in haar billen. Laura wordt teruggebracht door de rechercheurs en zij vinden Beate dood op de grond, zij blijkt dat zij geprikt is wat haar overlijden heeft veroorzaakt. Zij concluderen ook dat Laura zich nog steeds niets herinnerd van de schietpartij. In een verwerkingsbedrijf van afvalstoffen wordt een lijk ontdekt in een vat, de rechercheurs ontdekken dan dat het lichaam van Julian Madsen is. Na onderzoek blijkt dat de beheerder van het verwerkingsbedrijf er meer van weet dan dat hij eerst wil toegeven. Hij heeft de laatste tijd geld gekregen om een aantal vaten weg te werken, hij beweert echter dat hij nooit heeft geweten wat in deze vaten zit en dat hij nooit persoonlijk contact heeft gehad met zijn opdrachtgever. Rakel Rickardson, directrice van een groot bedrijf, wordt ontvoerd in haar huis door vier mensen met een dierenmasker op. Zij nemen haar mee naar een afgelegen huis, en filmen haar terwijl zij vastgehouden wordt in een kooi wat zij op internet zetten. Als rechercheurs Norén en Rohde dit op internet zien gaan zij op onderzoek naar waar Rickardson vastgehouden wordt. Dan ontdekken zij de plaats waar zij vastgehouden zit en de identiteit van de vier mensen, als zij aankomen in de woning vinden zij haar in de kooi en kunnen haar bevrijden. Caroline Brandstrup baalt nog steeds voor haar huwelijk, haar man ziet haar nog steeds niet staan en vooral op seksueel gebied. Haar zus Bodil dringt nog steeds bij haar aan om de diensten van de gigolo Claudio te accepteren. Claudio wil een autobiografie schrijven over zijn ervaringen, hij vraagt aan Bodil of zij hem hierbij wil helpen aangezien zij een uitgeverij in bezit heeft. Dan krijgt Claudio een sms bericht van Caroline voor een afspraak, als hij op de plek komt van de afspraak wordt hij ineens van achteren neergeslagen door een vreemd persoon. Rechercheur Rohde geeft aan Jens Hansen, de moordenaar van zijn zoon en oude collega, een dossier van de zaak waar hij momenteel aan werkt, dit in de hoop dat dit hem zo raakt dat hij beseft dat hij fouten heeft gemaakt. Later wordt rechercheur Rohde op het matje geroepen door zijn baas, zij wil niet dat Jens een dossier in zijn bezit heeft over een lopende zaak en eist dat rechercheur Rohde het dossier terugneemt. Later komt rechercheur Rohde thuis en ziet dat zijn zieke zoon Nikolaj bloed in zijn urine heeft en belt snel een ambulance op. Rechercheur Norén heeft zoveel moeite met het samenwonen dat zij besluit om een paar nachten te overnachten in een hotel. Als zij op een avond daar aankomt wordt er aangebeld, als zij de deur opendoet ziet zij twee mensen staan met een dierenmasker op en komen gewapend de hotelkamer inlopen. |                 |                   |                   |                  | |
| 6. | Hans Rosenfeldt | Kathrine Windfeld | 27 oktober 2013   | 25 augustus 2014 | Morten Lützhøft - Alexander Julin Sven Ahlström - Oliver Nordengren Julie Wright - Anne-Dea Fredrik Hiller - Marcus Stenberg                           |
| Rechercheur Norén kan haar belagers snel overmeesteren, zij gaat ervan uit dat de twee deel uitmaken van de groep waar zij jacht op maakte. Tijdens het verhoor wordt het bij haar snel duidelijk dat de twee zelfstandig handelde, en dat zij gehoord hadden van de actiegroep en wilde aandacht vestigen op hun eigen standpunten. Nikolaj, de zoon van rechercheur Rohde, ligt nu in het ziekenhuis met de symptomen van een nierziekte. Rechercheur Norén vertrouwt het niet en gaat op onderzoek uit in het huis van haar collega. Daar vindt zij medicijnen die Nikolaj vergiftigd hebben. Zij beseft dat het kindermeisje Anna-Dea Nikolaj vergiftigd heeft, en dat zij lijdt aan het syndroom van Münchhausen by proxy. Met deze ontdekking gaat zij naar het ziekenhuis en laat daar Anna-Dea arresteren, rechercheur Rohde kan het niet bevatten maar is zijn collega dankbaar voor haar ontdekking. Claudio, de gigolo, wordt dood gevonden in het park, rechercheurs Norén en Rohde worden hiervan op de hoogte gesteld. Dit omdat Claudio neergeslagen werd en daarna vermoord door een injectie met een gif waarvan eerdere slachtoffers van de rechercheurs ook overleden zijn. Caroline Brandstrup krijgt ook te horen van de dood van Claudio en schrikt hiervan, later hoort zij dat Claudio onderweg was naar de afspraak die zij zogenaamd gemaakt zou hebben. Zij start haar eigen onderzoek en ontdekt dan dat vanaf haar telefoon een sms is verstuurd voor het maken van een afspraak, zij verdenkt dan haar man Alexander hiervan en licht de politie hierover in. De rechercheurs pakken Alexander op voor verhoor, Alexander ontkent op het eerste moment maar bekent al snel dat hij Claudio naar het park heeft gelokt en hem daar neergeslagen heeft maar ontkent het vermoorden van hem met gif. Later ontdekken de rechercheurs dat bij het park een witte auto stond met dezelfde kenmerken als de auto die betrokken was bij de ontvoering van Julian Madsen. Zij achterhalen de eigenaar van de auto, Theodor Brusse, en pakken hem op. Tijdens verhoor wordt al snel duidelijk dat Theodor een katvanger is met 187 auto’s op zijn naam, nu moeten de rechercheurs ontdekken of Theodor echt niets weet of dat hij toch een belangrijk figuur in hun onderzoek is. Viktoria Nordengren, een hoogstaand persoon in de zakenwereld, weet dat zij nog maar een korte tijd te leven heeft. Zij heeft een lijstje met dingen nog te doen voor haar dood, zoals het laten schrijven van een autobiografie. Zij neemt hiervoor contact op met Bodil Brandstrup die een uitgeverij bezit voor het uitwerken van details. Tijdens het gesprek vraagt Viktoria aan Bodil of zij een geheim met haar wil en kan delen die niemand anders weet, dan bekent Bodil dat zij een affaire heeft met de man van haar zus Caroline Brandstrup. Ondertussen heeft zij een onderhandeling met een bedrijfseigenaar over een overname, dit gaat hard tegen hard en de eigenaar loopt boos weg. Later wordt de eigenaar in een parkeergarage aangevallen door gemaskerde mannen en mishandeld. Op de bodem van de zee wordt een jacht gevonden met daarin de resten van zeven mensen, de rechercheurs Norén en Rohde gaan naar de jacht toe en horen van de lijkschouwer dat er een borstimplantaat gevonden is. Hopelijk kunnen zij met het serienummer in deze borstimplantaat achter een identiteit komen van een slachtoffer. De rechercheurs ontdekken ook dat de eigenaar van de jacht een bekende is, Marcus Stenberg, dezelfde eigenaar als van de boot die op het begin tegen de Sontbrug voer en dit wekt hun interesse. Zij willen nu spreken met Stenberg, tijdens hun gesprek vertelt hij dat deze jacht negen jaar geleden gestolen werd en nooit meer terug gevonden werd. Hij bekent wel dat hij pas een deal heeft gesloten met een medefinancier, hij vertrouwt hem echter niet en verdenkt hem van illegale activiteiten. Een man ziet de beelden van de jacht op het nieuws en belt dan met Stenberg, hij vertelt hem dat hij negen jaar geleden in zijn opdracht deze jacht heeft laten zinken maar toen niets wist over mensen aan boord en wil meer geld zien. |                 |                   |                   |                  | |
| 7. | Hans Rosenfeldt | Kathrine Windfeld | 3 november 2013   | 26 augustus 2014 | Dar Salim - Peter Thaulou |
| Het telefoongesprek tussen Marcus Stenberg en de man is opgenomen door de politie en rechercheurs Norén en Rohde willen nu in gesprek met Stenberg. Stenberg blijft volhouden dat hij niets weet over het zinken van het jacht en over een betaling van het laten zinken daarvan. De man, nu geïdentificeerd als Ramon, belt weer met Stenberg over een betaling en in opdracht van de rechercheurs spreekt hij nu een plek af voor de betaling. De rechercheurs zijn nu in staat om Ramon te arresteren en te verhoren, tijdens het verhoor wordt duidelijk dat hij Stenberg niet herkent. Ramon heeft negen jaar geleden blijkbaar opdracht gekregen voor het laten zinken van het jacht van een persoon die zich voordeed als Stenberg. Ramon wordt later vrijgelaten omdat het zinken van het jacht intussen verjaard is en hij hiervoor niet meer aangeklaagd kan worden. De rechercheurs willen hem toch nog wat vragen en zoeken hem op in zijn woning, daar is hij niet meer te vinden. Ramon is ontvoerd door een onbekende en ligt in een afgesloten kamer met een infuus in zijn arm, dit is dezelfde situatie als die waarin Julian Madsen heeft gelegen. Ook Ramon krijgt een middel toegediend via het infuus dat zijn overlijden veroorzaakt. Dan krijgen de rechercheurs een telefoontje van Sammy, de beheerder van het afvalverwerkingsbedrijf, met de mededeling dat hij weer een sms heeft gekregen over een vat dat weggewerkt moet worden. Als het vat aankomt in het bedrijf ontdekken de rechercheurs dat er een lichaam in ligt, zij hebben het stevige vermoeden dat dit het lichaam van Ramon is. Als de rechercheurs de telefoon waarvan de sms is verzonden willen lokaliseren kunnen zij nog net zien in welk gebied de telefoon zich bevond, in dat gebied staat het bedrijf Medisonus. Bij dit bedrijf was Niklas Nilsson werkzaam voordat hij stierf, dit vinden de rechercheurs zeer verdacht. De rechercheurs ontdekken ook dat de lichamen die in het jacht lagen in connectie staan met het bedrijf Medisonus, de slachtoffers namen deel aan een medisch onderzoek dat door het bedrijf werd uitgevoerd. Rechercheur Norén en Rohde worden opgeroepen naar een chemische fabriek waar net een koelinstallatie is ontploft waardoor een kleine milieuramp is veroorzaakt. De rechercheurs ontdekken dat de software die de koelinstallatie moest beschermen uitgezet was door een virus, tevens ontdekken zij dat de software afkomstig was van het IT-bedrijf waarvan Julian Madsen de eigenaar was. Zij vermoeden nu dat de eco-terrorismegroep nog steeds actief is en dat er nog een grote en laatste aanslag aankomt. Viktoria Nordengren is druk bezig met haar nog te doen lijst en een ervan is het laten schrijven van haar autobiografie. Tijdens een gesprek met Bodil Brandstrup over de onderwerpen heeft zij niet in de gaten dat zij met een camerasysteem bekeken wordt door haar broer Oliver die tegenover haar woont. Oliver kijkt 's avonds ook naar zijn zus via de camera en ziet hoe zij een bad neemt, dit windt hem seksueel op. Intussen is Viktoria druk bezig met het voorbereiden van een toespraak die zij zal houden op de aankomende EU-top. Caroline Brandstrup ontdekt dat haar man Alexander gigolo Claudio aangevallen heeft en wil van hem scheiden. Als zij de kleren van Alexander in zakken wil doen vindt zij een mobiele telefoon die zij niet herkent. Het lukt haar om de gegevens in te zien van de telefoon en ontdekt dan de affaire tussen Alexander en haar zus Bodil. Woedend zoekt zij dan haar zus op met de mededeling dat zij niets meer met haar te maken wil hebben. Laura Mössberg weet zich ineens weer te herinneren wie haar neergeschoten heeft en meldt dit bij rechercheur Norén en Rohde. Haar vader wil echter niet dat deze twee rechercheurs in contact komen met haar dochter en regelt dan dat een ander lid van het politieteam komt, namelijk Rasmus Larsson. Als Larsson in het ziekenhuis aankomt, komt hij tot de ontdekking dat Laura ontvoerd is en is dan niet meer in staat om haar te vinden.                                                                                  |                 |                   |                   |                  | |
| 8. | Hans Rosenfeldt | Kathrine Windfeld | 10 november 2013  | 27 augustus 2014 | Dar Salim - Peter Thaulou Sven Ahlström - Oliver Nordengren                                                                                            |
| Bij het bedrijf Medisonus wordt de laatste tijd een sleutelkaart gebruikt op naam van Mikkel Höst, deze naam komt echter niet voor in het personeelsbestand. Rechercheur Norén en Rohde worden hierover ingelicht en zetten hun onderzoek voort in het bedrijf en raken in contact met Peter Thaulou, hoofd beveiliging van het bedrijf. Later ontdekken zij dat Thaulou niet in dienst is van Medisonus maar ingehuurd wordt en in dienst is van het bedrijf FRIM Security, dit bedrijf staat ook in contact met het IT-bedrijf van Julian Madsen. Dit wekt de interesse van de rechercheurs en zetten hun vizier verder op Thaulou. Zij ontdekken dan dat Thaulou in een hotel zit bij Rasa Duksa, een medewerker van de Litouwse ministerie van milieu. Als zij daar een inval doen beseffen zij al snel dat het anders is dan eerst gedacht, het blijkt dat Thaulou en Duksa samen een seksuele relatie hebben. Omdat in hetzelfde hotel een EU-top gaat plaatsvinden, en er aanwijzingen zijn dat hier een aanslag plaats kan vinden blijven zij wantrouwend naar Thaulou toe en zoeken zij door de computers en dossiers van Medisonus en Thaulou. Dan ontdekken zij tussen de spullen een sleutelkaart wat op naam van Mikkel Höst blijkt te staan. Tijdens hun onderzoeken ontdekken de rechercheurs ook dat Viktoria Nordengren de grootste aandeelhouder is van het bedrijf Medisonus. Het medisch onderzoek dat Medisonus in 2002 uitvoerde, waar de slachtoffers in het gezonken jacht aan meededen, blijkt onder leiding gestaan te hebben van professor Lennart Blomgren. Als de rechercheurs hem willen ondervragen ontdekken zij dat hij overleden is, dan gaan zij praten met de weduwe van hem. Daar worden zij niet veel wijzer en verlaten haar woning, nadat zij weg is neemt zij via Skype contact op met een man die veel lijkt op haar overleden man. De rechercheurs ontdekken later dat de man nog leeft en momenteel in Thailand verblijft. Oliver Nordengren bekijkt nog steeds stiekem de camerabeelden van zijn zus Viktoria, hij ziet dan dat zijn zus en Bodil Brandstrup samen seks hebben in haar huis. Aangezien Oliver niet blij is met het feit dat zijn zus een autobiografie wil uitbrengen wil hij nu voor zorgen dat Bodil stopt met de gesprekken met zijn zus, en maakt dit zeer duidelijk bij Bodil. Ondertussen ontdekt de vrouw van Oliver dat haar man stiekem meekijkt in het huis van Viktoria. Laura Mössberg wordt levend teruggevonden en wordt met spoed opgenomen in het ziekenhuis, buiten bewustzijn wat ervoor zorgt dat zij niet ondervraagd kan worden door rechercheur Norén en Rohde. Nadat zij bijkomt lukt het haar om een politietekening te laten maken, als het resultaat klaar is blijkt de tekening verdacht veel op Oliver Nordengren. Op het politiebureau ontdekt rechercheur Norén dat er verklaringen en dossiers vervalst worden, zij verdenkt al snel Rasmus Larsson van deze daden. Zij deelt dit met haar baas Hans Petterson, hij neemt meteen maatregelen door Larsson te vragen om te vertrekken. |                 |                   |                   |                  | |
| 9. | Hans Rosenfeldt | Henrik Georgsson  | 17 november 2013  | 28 augustus 2014 | Dar Salim - Peter Thaulou Camilla Bendix - Gertrud Kofoed                                                                                              |
| Rechercheur Norén en Rohde ontdekken dat de eigenaar Marcus Stenberg en Viktoria Nordengren elkaar kennen van de middelbare school. Als zij dit navragen bij Stenberg horen zij van hem dat zij toen een relatie hadden maar heeft sindsdien niets meer van hem gehoord. Door de politietekening die Laura Mössberg heeft getekend van de dader komen zij uit bij Oliver Nordengren en beseffen dat hij de hoofdpersoon moet zijn van alle aanslagen van de laatste tijd. Zij besluiten een inval te gaan doen bij Oliver en zijn zus Viktoria. Ondertussen vertelt Viktoria aan haar broer dat zij zijn bemoeienis zat is en eist van hem zijn sleutels van haar huis in te leveren. Dit valt helemaal verkeerd bij hem en biecht haar op wat hij allemaal gedaan heeft, hij deed dit voor het bedrijf. Dan besluit hij dat zij niet meer het recht heeft om te leven en wil haar smoren met een kussen. Dan wordt hij gestoord door zijn vrouw Gertrud Kofoed, zij heeft meegekeken door middel van het camerasysteem en besloot toen om haar schoonzus te helpen. Beiden lukt het om Oliver uit te schakelen door hem dood te slaan met een lamp. Dan komt de politie binnenvallen die verbaasd zijn van wat zij aantreffen, zij verdenken Viktoria het brein te zijn achter de laatste aanslagen en vermoeden ook dat zij hierom Oliver doodgeslagen heeft. Dan blijkt dat Gertrud het gesprek van Oliver en Viktoria opgenomen heeft op het camerasysteem en blijkt dat Viktoria niets met de aanslagen te maken heeft. De rechercheurs ontdekken dan dat Oliver een aanslag in de gang heeft gezet die niet meer gestopt kan worden. Hij heeft een vliegveldmedewerker als partner gevonden, hij heeft een fles met gas die longpest kan verspreiden in een vliegtuig geplaatst. Als zij deze medewerker oppakken proberen zij hem te laten bekennen in welk vliegtuig hij deze fles heeft geplaatst. Na lang aandringen bekent hij in welk vliegtuig hij dit geplaatst heeft, helaas zijn zij te laat en horen dat de passagiers het gas al binnen hebben gekregen. Het vliegtuig wordt dan met de passagiers in quarantaine geplaatst, gelukkig kunnen zij nog met antibiotica gered worden. Iedereen die bij de politie aan deze zaak hebben meegewerkt zijn opgelucht dat zij deze zaak kunnen afsluiten en willen dit samen vieren. Rechercheur Norén kan de zaak echter nog niet loslaten en ontdekt dan dat er nog een dader vrij rond loopt en beseft dat het nog niet afgelopen is. Rechercheur Rohde gaat opgelucht naar huis waar hij zijn vrouw alleen in huis aantreft. Hij hoort dan van haar dat zij niet meer van hem houdt en vraagt hem het huis te verlaten, vol verdriet trekt hij weer in een hotel. Hij heeft het ook verbruid bij zijn collega rechercheur Norén, hij heeft haar verteld dat hij weet van de zelfmoord van haar zus en dat hun moeder leed aan het syndroom van Münchhausen by proxy. Als rechercheur Norén dit van hem hoort wordt zij woedend op hem en rijdt boos weg. |                 |                   |                   |                  | |
| 10. | Hans Rosenfeldt | Henrik Georgsson  | 24 november 2013  | 29 augustus 2014 | Camilla Bendix - Gertrud Kofoed |
| Rechercheurs Norén en Rohde zetten nu hun zoektocht voort op de laatste dader, zij ontdekken dat de twee doden die opdoken in vaten een zeer besmettelijk virus in zich hadden. Zij denken dat dit virus nu ingezet wordt voor de laatste aanslag en vermoeden dat dit zal gebeuren op de aanstaande EU-top. Gertrud Kofoed, de vrouw van de overleden Oliver Nordengren, blijkt de laatste te zijn van de groep die de aanslagen heeft gepleegd. Zij heeft de dodelijk en besmettelijke virus ontwikkeld en wil deze gebruiken voor een aanslag op de EU-top. Zij vult de morfinespuit die Viktoria Nordengren gebruikt voor haar ziekte met het dodelijke virus, dit om haar te besmetten. Viktoria zal een toespraak houden op de EU-top, en Gertrud wil er zo voor zorgen dat Viktoria de gasten daar besmet en veel doden zal veroorzaken. Als de rechercheurs hiervan op de hoogte zijn gaan zij met grote spoed naar de EU-top om Viktoria proberen te stoppen. Zij vinden haar uiteindelijk en kunnen haar isoleren op een toilet waar zij al de symptomen krijgt van het virus. Helaas besmet zij een politieagente die helaas niet meer kan vluchten en zelfmoord pleegt. Aan de andere kant zijn zij wel opgelucht dat het gevaar nu geweken is en dat er verder geen doden zijn gevallen. Nu willen zij graag Gertrud oppakken, alleen is zij nergens te vinden. Haar auto wordt gevonden op het vliegveld en wordt aangenomen dat zij naar het buitenland is gevlucht. Dan blijkt dat Gertrud een andere auto heeft gepakt en naar een verlaten fabriekshal is gereden, waar zij zichzelf filmt waarop zij de reden uitlegt voor haar acties. Zij wilde met de aanslag bereiken dat alle ministers van milieu dood gingen zodat er een nieuwe lichting ministers aan de macht kwamen die snellere beslissingen kunnen nemen over het klimaat. Als zij bijna klaar is komt een persoon de fabriekshal binnenlopen die haar vertelt dat haar plan is mislukt, dan neemt degene een pistool en schiet Gertrud in haar borst. Rechercheur Rohde maakt een zwaar emotionele tijd door nadat hij het huis is uitgezet door zijn vrouw. Hij houdt Jens, de moordenaar van zijn zoon, hiervoor verantwoordelijk en zoekt hem op in de gevangenis. Later wordt bekend dat Jens is overleden aan op het eerste oog zelfmoord. Rechercheur Norén vertrouwt het niet en ontdekt dan dat er uit de bewijskamer op het politiebureau een flesje met gif is verdwenen en vermoedt dat rechercheur Rohde dit gebruikt heeft voor de dood van Jens. Als zij hem hiermee confronteert ontkent rechercheur Rohde dit niet, nu kan zij niets anders dan dit door te geven aan haar leidinggevende. Dan wordt rechercheur Rohde gearresteerd voor de dood van Jens. |                 |                   |                   |                  | |